# مخيم نورثواي
مخيم نورثواي (بالإنجليزية: Camp Northway)‏ هو أقدم مخيم صيفي للفتيات في كندا، وهو رابع أقدم مخيم الصيف كندا. تأسس في عام 1906 وتم نقله إلى حديقة ألغونكوين، أونتاريو، في عام 1908. حافظ مخيم نورثواي على ثقافة مميزة سبل وبساطته في سبل التخييم والحرف والدراما. حيث حافظ على إرث مؤسسته الآنسة فاني كايس .